# 2012-es világvége-jelenség
A 2012-es világvége-jelenség egy olyan eszkatológiai hitsorozat volt, melynek összeomlással vagy jelentős átalakulással járó vége 2012. december 21-én következett volna be. A dátumot egy 5125 éves terjedelmű mezoamerikai naptár aktuális ciklusának utolsó napja adta meg. Ezen a napon azokban az országokban, melyek egykor a Maja Birodalom részei voltak (Mexikó, Guatemala, Honduras és El Salvador) maja fesztiválokat tartottak megemlékezésképpen a 13. baktun végére. Ezek fő eseményei Mexikóban Chichén Itzában, Guatemalában Tikalban történtek.
Számtalan csillagászati és számmisztikai formulával bizonygatták a bekövetkezés dátumát, de a tudomány egyiket sem fogadta el. Egy New Age-értelmezése ennek a változásnak, hogy a megjelölt dátum egy olyan korszak kezdete, amikor a Föld és a lakói egy pozitív fizikai vagy spirituális változáson esnek át, és 2012. december 21. ennek az új korszaknak a kezdete lett volna. Mások szerint a dátum a világ végét vagy más hasonló katasztrófát jelölt. A világ végét jelző események között volt a következő szoláris maximum – legnagyobb aktivitással járó időszak – eljövetele, egy a Föld és a galaxis közepén lévő fekete lyuk közti kölcsönhatás, vagy a Föld ütközése a Nibiru bolygóval.
Maja-szakértő tudósok azt állították, hogy a közelgő világvége jóslatai egyetlen létező maja kódexben sem szerepeltek és az a felvetés, hogy a maja naptár 2012-ben véget ér, a maja történelem és kultúra helytelen bemutatása. Eközben áltudományként jelölve a csillagászok is elutasították a különböző világvégére utaló jeleket, mivel azok ellentétesek az alapvető csillagászati megfigyelésekkel is.
Egy 2012 elején, 21 országban a Reuters megbízásából, az Ipsos által készített közvélemény-kutatás szerint a megkérdezettek 10%-a hitte, hogy a maja naptár december 21-ére világvégét, vagyis apokalipszist ígér, ami be is következik. A kutatás szerint a magyarok 12%-a hitt ugyanebben.

## Reakciók
A világvége jósolt időpontján a tik’ali kettes templomot hétezer turista – Osvaldo Gomez, a műszaki tanácsadó szerint helyrehozhatatlanul – megrongálta. Több öngyilkosság és agresszív cselekmény is történt ezen a napon. Michigan államban 33 általános iskolát zártak be a világvége miatt.